# Sagnat
Sagnat é uma comuna francesa na região administrativa da Nova Aquitânia, no departamento de Creuse. Estende-se por uma área de 11,81 km². Em 2010 a comuna tinha 199 habitantes (densidade: 16,9 hab./km²).